# El hombre de Kiev
El hombre de Kiev es una película dramática estadounidense de 1968, basada en la novela semiautobiográfica El reparador, de Bernard Malamud, sobre la persecución de los judíos en la época zarista. Este film relata el caso de un judío que es injustamente encarcelado por crímenes que no ha cometido.
El film está dirigido por John Frankenheimer e interpretado por Alan Bates, Dirk Bogarde y Georgia Brown en los papeles principales. Alan Bates fue candidato a los Oscar en la categoría de mejor actor.
- Datos: Q1304965